# Svetlana Medvédeva
Svetlana Medvédeva, nacida como Svetlana Vladímirovna Línnik (Leningrado,  RSFS de Rusia, Unión Soviética 15 de marzo de 1965), fue la primera dama de Rusia entre 2008 y 2012 por ser esposa del expresidente ruso Dmitri Medvédev. Hoy vive en el Kremlin, en Moscú. 
Nació en una familia de militares. Comenzó a frecuentar a Dmitri Medvédev en la escuela de su ciudad natal cuando ambos tenían alrededor de 14 años y se casaron en 1989. Realizó sus estudios en el Instituto de Finanzas de esa ciudad y después de ello comenzó a trabajar en Moscú y en San Petersburgo. Sin embargo hoy dirige al consejo de «La cultura moral de la joven gente de la Rusia». En mayo de 2008, en la transferencia de poderes, sucedió a la esposa de Vladímir Putin, Liudmila Pútina, en el cargo de primera dama de Rusia. Su hijo Iliá nació en 1995.
Es una declarada practicante cristiana en la Iglesia ortodoxa rusa. Además, es una activista provida y trabaja por las restricciones al aborto. Habla el francés fluidamente.
Tras el divorcio del presidente Putin, Svetlana Medvédeva, como esposa del antiguo primer ministro de la Federación de Rusia, ejerció gran parte de las funciones representativas de primera dama de Rusia.